# Rice Bowl
Le Rice Bowl est un match annuel de football américain se disputant au Japon. Après avoir été joué de 1984 à 1990 au Stade olympique national, il a lieu au Tokyo Dome de Tokyo. 
Depuis 1984, il oppose chaque 3 janvier le vainqueur du championnat universitaire (le Koshien Bowl (en)) au vainqueur du Championnat du Japon de football américain (Japan X-Bowl).
Auparavant, entre 1947 et 1983, un match similaire a opposé des sélections des meilleurs joueurs de l'Est et de l'Ouest du Japon.
Le Rice Bowl peut se jouer devant plus de 35 000 spectateurs.

## Palmarès
| Date           | Vainqueur                               | Score | Finaliste                               |
| -------------- | --------------------------------------- | ----- | --------------------------------------- |
| 3 janvier 1984 | Gangsters de l'Université de Kyoto      | 29-28 | Renoun Rovers                           |
| 3 janvier 1985 | Phoenix de l'Université de Nihon        | 53-21 | Renoun Rovers                           |
| 3 janvier 1986 | Renoun Rovers                           | 45-42 | Fighters de l'Université Kwansei Gakuin |
| 3 janvier 1987 | Gangsters de l'Université de Kyoto      | 35-34 | Renoun Rovers                           |
| 3 janvier 1988 | Gangsters de l'Université de Kyoto      | 42-08 | Renoun Rovers                           |
| 3 janvier 1989 | Phoenix de l'Université de Nihon        | 47-07 | Renoun Rovers                           |
| 3 janvier 1990 | Phoenix de l'Université de Nihon        | 42-14 | Asahi Beer Silver Star                  |
| 3 janvier 1991 | Phoenix de l'Université de Nihon        | 35-13 | Matsushita Denko Impulse                |
| 3 janvier 1992 | Onward Oarks                            | 28-06 | Fighters de l'Université Kwansei Gakuin |
| 3 janvier 1993 | Asahi Beer Silver Star                  | 29-20 | Gangsters de l'Université de Kyoto      |
| 3 janvier 1994 | Asahi Beer Silver Star                  | 28-23 | Fighters de l'Université Kwansei Gakuin |
| 3 janvier 1995 | Matsushita Denko Impulse                | 16-14 | Panthers de l'Université de Ritsumeikan |
| 3 janvier 1996 | Gangsters de l'Université de Kyoto      | 35-21 | Matsushita Denko Impulse                |
| 3 janvier 1997 | Recruit Seagulls                        | 19-16 | Gangsters de l'Université de Kyoto      |
| 3 janvier 1998 | Kajima Deers                            | 39-0  | Tomahawks de l'Université de Hosei      |
| 3 janvier 1999 | Recruit Seagulls                        | 30-16 | Panthers de l'Université de Ritsumeikan |
| 3 janvier 2000 | Asahi Beer Silver Star                  | 33-17 | Fighters de l'Université Kwansei Gakuin |
| 3 janvier 2001 | Asahi Soft Drink Challengers            | 52-13 | Tomahawks de l'Université de Hosei      |
| 3 janvier 2002 | Fighters de l'Université Kwansei Gakuin | 30-27 | Asahi Soft Drink Challengers            |
| 3 janvier 2003 | Panthers de l'Université de Ritsumeikan | 36-16 | Recruit Seagulls                        |
| 3 janvier 2004 | Panthers de l'Université de Ritsumeikan | 28-16 | Onward Skylarks                         |
| 3 janvier 2005 | Matsushita Denko Impulse                | 26-07 | Panthers de l'Université de Ritsumeikan |
| 3 janvier 2006 | Obic Seagulls                           | 47-17 | Tomahawks de l'Université de Hosei      |
| 3 janvier 2007 | Onward Skylarks                         | 30-29 | Tomahawks de l'Université de Hosei      |
| 3 janvier 2008 | Matsushita Denko Impulse                | 58-32 | Fighters de l'Université Kwansei Gakuin |
| 3 janvier 2009 | Panthers de l'Université de Ritsumeikan | 17-13 | Panasonic Denko Impulse                 |
| 3 janvier 2010 | Kajima Deers                            | 19-16 | Kaisers de l'Université de Kansai       |
| 3 janvier 2011 | Obic Seagulls                           | 24-0  | Panthers de l'Université de Ritsumeikan |
| 3 janvier 2012 | Obic Seagulls                           | 38-28 | Fighters de l'Université Kwansei Gakuin |
| 3 janvier 2013 | Obic Seagulls                           | 21-15 | Fighters de l'Université Kwansei Gakuin |
| 3 janvier 2014 | Obic Seagulls                           | 34-16 | Fighters de l'Université Kwansei Gakuin |
| 3 janvier 2015 | Fujitsu Frontiers                       | 33-24 | Fighters de l'Université Kwansei Gakuin |
| 3 janvier 2016 | Panasonic Denko Impulse                 | 22-19 | Panthers de l'Université de Ritsumeikan |
| 3 janvier 2017 | Fujitsu Frontiers                       | 30-13 | Fighters de l'Université Kwansei Gakuin |
| 3 janvier 2018 | Fujitsu Frontiers                       | 35-18 | Fighters de l'Université Kwansei Gakuin |

### Tableau d'honneur
M.à.j fin 9 janvier 2019
| Rang | Club                                                       | Nombre de titres | Dernier titre | Nombre de finales perdues | Dernière défaite en finale |
| ---- | ---------------------------------------------------------- | ---------------- | ------------- | ------------------------- | -------------------------- |
| 1    | Obic Seagulls (ex-Recruit Seagulls)                        | 7                | 2014          | 1                         | 2003                       |
| 2    | Panasonic Denko Impulse (ex-Matsushita Denko Impulse)      | 4                | 2016          | 3                         | 2009                       |
| 3    | Gangsters de l'Université de Kyoto                         | 4                | 1996          | 2                         | 1997                       |
| -    | Asahi Soft Drink Challengers (ex-Beer Silver Star d'Asahi) | 4                | 2001          | 2                         | 2002                       |
| 5    | Phoenix de l'Université de Nihon                           | 4                | 1991          | 0                         | -                          |
| 6    | Panthers de l'Université de Ritsumeikan                    | 3                | 2009          | 5                         | 2016                       |
| 7    | Fujitsu Frontiers                                          | 3                | 2018          | 0                         | -                          |
| 8    | Onward Skylarks (ex Onward Oaks)                           | 2                | 2007          | 1                         | 2004                       |
| 9    | Kajima Deers                                               | 2                | 2010          | 0                         | -                          |
| 10   | Fighters de l'Université Kwansei Gakuin                    | 1                | 2002          | 11                        | 2018                       |
| 11   | Renoun Rovers                                              | 1                | 1986          | 5                         | 1989                       |
| 12   | Tomahawks de l'Université de Hosei                         | 0                | -             | 4                         | 2007                       |
| 13   | Kaisers de l'Université de Kansai                          | 0                | -             | 1                         | 2010                       |